# Lee Scott
Harold Lee Scott, Jr., född 14 mars 1949, är en amerikansk företagsledare som var både vd och president för världens största detaljhandelskedja, amerikanska Wal-Mart Stores, Inc. mellan 2000 och 2009.
Han avlade en kandidatexamen i företagsekonomi vid Pittsburg State University.
1979 började Scott jobba för Walmart och klättrade i chefshierarkin fram till 1999 när han blev utnämnd till vice styrelseordförande, ledamot och COO för Walmart. Ett år senare blev han befordrad till president och vd för hela koncernen när den dåvarande presidenten och vd:n David D. Glass valde att sluta. Den 21 november 2009 meddelade Walmart offentligt att Scott skulle sluta på sina positioner och koncernstyrelsen hade utsett Michael T. Duke som efterträdaren och det blev officiellt i februari 2009. Han var också ledamot i The Goldman Sachs Group, Inc.:s styrelse mellan 2010 och 2011. Den 23 april 2014 meddelade Walmart att Scott inte skulle ställa upp till omval till koncernstyrelsen vid årsmötet den 6 juni samma år.